# Carex michauxiana
Carex michauxiana är en halvgräsart som beskrevs av Johann Otto Boeckeler. Carex michauxiana ingår i släktet starrar, och familjen halvgräs.

## Underarter
Arten delas in i följande underarter:
- C. m. asiatica
- C. m. michauxiana